# Гуцу, Лидия
Лидия Гуцу (рум. Lidia Guțu; род. 10 августа 1954, с. Вережены, Теленештский район, Молдавская ССР, СССР) — молдавский государственный и политический деятель, дипломат. Чрезвычайный и полномочный посол.
Заместитель министра финансов Республики Молдова (1990—1995). Вице-премьер-министр Республики Молдова (1999—2001). Депутат Парламента Республики Молдова XV—XVI созывов (2001—2006). Чрезвычайный и полномочный посол Республики Молдова в Румынии, Черногории и Сербии (2006—2009). Чрезвычайный и полномочный посол Республики Молдова в Болгарии (2009).

## Биография
Родилась 10 августа 1954 в селе Вережены Теленештского района Молдавской ССР.

### Образование
Окончила Кишинёвский политехнический институт имени Сергея Лазо.

### Трудовая деятельность
После окончания института работала в системе здравоохранения, а с 1990 году в финансовой сфере.
С 1990 по 24 октября 1995 — заместитель министра финансов Республики Молдова.
С 1995 по 1999 работала в частном банковском секторе.
С 21 декабря 1999 по 19 апреля 2001 — вице-премьер-министр Республики Молдова по вопросам социальной политики в правительстве Дмитрия Брагиша.
С 2001 по 2006 — депутат Парламента Республики Молдова XV—XVI созывов. Избрана в парламент по спискам избирательного блока «Альянс Брагиша». В парламенте XV созыва была председателем Комиссии по социальной защите, здравоохранению и семье, член парламентских групп дружбы с Грузией, Египтом, Чехией, Югославией, Францией, Китаем, Турцией, США и Израилем. После парламентских выборов 2005 года была переизбрана депутатом по спискам избирательного блока «Демократическая Молдова». В октябре 2005 вместе с шестью другими депутатами во главе с Дмитрием Брагишем покинула фракцию альянса «Наша Молдова», став независимым депутатом.
С 10 марта 2006 по 30 апреля 2009 — чрезвычайный и полномочный посол Республики Молдова в Румынии, и по совместительству в Черногории (с 7 июня 2007) и Сербии (с 18 июля 2007).
С 16 июня по 21 ноября 2009 — чрезвычайный и полномочный посол Республики Молдова в Болгарии.

## Награды
- Орден «Трудовая слава» (3 августа 2009) — за плодотворный труд в государственных органах, активную дипломатическую деятельность и высокий профессионализм[23]